# Caenophthalmus capensis
Caenophthalmus capensis är en tvåvingeart som beskrevs av Lyneborg 1976. Caenophthalmus capensis ingår i släktet Caenophthalmus och familjen stilettflugor. Inga underarter finns listade.